# Jared Graves
Jared Graves (ur. 16 grudnia 1982 w Toowoomba) – australijski kolarz górski i BMX, czterokrotny medalista mistrzostw świata MTB i trzykrotny zdobywca Pucharu Świata MTB.

## Kariera
Pierwszy sukces w karierze Jared Graves osiągnął w 2005 roku, kiedy to wywalczył srebrny medal w four crossie podczas mistrzostw świata w Livigno. W zawodach tych wyprzedził go jedynie Amerykanin Brian Lopes, a trzecie miejsce zajął Francuz Mickaël Deldycke. Wynik ten powtórzył na mistrzostwach świata w Mont-Sainte-Anne w 2010 roku, ulegając jedynie Czechowi Tomášowi Slavíkowi. W międzyczasie zwyciężył w tej samej konkurencji podczas mistrzostw świata w Canberze w 2009 roku. Pięciokrotnie stawał na podium klasyfikacji generalnej Pucharu Świata w kolarstwie górskim w four crossie, w tym trzy razy na najwyższym stopniu: w sezonach 2009, 2010 i 2011. W 2008 roku wystąpił na igrzyskach olimpijskich w Pekinie, gdzie w wyścigu BMX zajął szóstą pozycję. Kolejny medal zdobył w 2013 roku, kiedy na mistrzostwach świata w Pietermaritzburgu, gdzie był trzeci w downhillu. Przegrał tam tylko z reprezentantem gospodarzy Gregiem Minnaarem i swym rodakiem Michaelem Hannah.